# كارينا سابيروفا
كارينا سابيروفا (بالروسية: Сабирова, Карина Ибрагимовна) مواليد 23 مارس 1998 في أستراخان، هي لاعبة كرة يد روسية تلعب كوسط مدافع. مثلت منتخب روسيا لكرة اليد للسيدات.

## سجل المنافسة
شاركت في البطولات التالية:
- بطولة أوروبا لكرة اليد للسيدات 2016

## الإنجازات
- الدوري الروسي لكرة اليد للسيدات:
  - الفوز: 2016

## روابط خارجية
- كارينا سابيروفا على موقع الاتحاد الأوروبي لكرة اليد (الإنجليزية)
- كارينا سابيروفا على موقع أوليمبيديا (الإنجليزية)